# Bella Tanai
Dans le nom hongrois Tanai Bella, le nom de famille précède le prénom, mais cet article utilise l’ordre habituel en français Bella Tanai, où le prénom précède le nom.
Bella Tanai, née le 15 mars 1930 à Miercurea-Ciuc, en Roumanie − morte le 2 avril 2017 à Budapest, est une actrice hongroise originaire de Transylvanie. Elle était l’épouse de Ferenc Bács et la mère de Kati Bács. 

## Filmographie partielle
- Szindbád (1971)
- Az erőd (1979)
- Quarantaine (1980)
- Első kétszáz évem (1985)
- Egy kicsit én, egy kicsit te (1985)
- Tüske a köröm alatt (1988)
- Vigyázók (1993)
- Mesmer (1994)
- Ez van, Azarel! (1995)
- Csajok (1996)
- A vád (1996)
- Chacho Rom (2002)
- Mansfeld (2003)